# Zero Branco
Pour les articles homonymes, voir Zero et Branco.
Zero Branco est une commune italienne d'environ 11 000 habitants située dans la province de Trévise dans la région Vénétie, dans le nord-est de l'Italie.

## Administration
| Période                                  | Période | Identité | Étiquette | Qualité |
| ---------------------------------------- | ------- | -------- | --------- | ------- |
|                                          |         |          |           |         |
| Les données manquantes sont à compléter. |         |          |           |         |

### Hameaux
San Alberto, Scandolara

### Communes limitrophes
Mogliano Veneto, Morgano, Piombino Dese, Preganziol, Quinto di Treviso, Scorzè, Trebaseleghe, Trévise

## Personnalités liées à la commune
- Madeleine Rose Volpato, vénérable catholique, née dans la commune et inhumée au cimetière Sant’Alberto de la commune.